# چرام
چِرام (لاتین: ČERĀM) شهری در جنوب غربی ایران و در مرکز استان کهگیلویه و بویر احمد است که مرکز شهرستان چرام می‌باشد. مردم این شهر به زبان لری تکلم می‌کنند. این شهر در سال ۱۳۵۵ خورشیدی دارای شهر داری شد و در سال ۱۳۹۵ دارای ۱۵٬۲۱۸ نفر جمعیت در قالب ۳٬۹۲۹ خانوار بوده که از این مقدار ۷٬۵۹۷ نفر مرد و ۷٬۶۲۱ نفر زن بوده است. مساحت این شهر ۲٬۸ کیلومتر مربع می‌باشد. چرام دارای آب و هوای استپ محلی، متوسط بارش ۲۹۰ میلی لیتر در سال و متوسط دمای ۲۶ درجه سانتی گراد در سال است.

## نام

### چرام
اسم رسمی و کنونی این شهر، چِرام می‌باشد. بر اساس متون فرهنگ فارسی عمید و لغت‌نامه دهخدا این واژه در اصل به شکل چَرام به معنی چراگاه نوشته می‌شود.
دلیل نام‌گذاری این منطقه به چرام به علت وجود دشت‌ها و چراگاه‌های وسیع آن بوده است. به مرور زمان اسم شهر از چَرام به چِرام تغییر پیدا کرد. تلفظ چِروم نیز در گویش محلی (لری) و بین اهالی استان کهگیلویه و بویر احمد به کار برده می‌شود.

### تل گرد
تل گرد تپه‌ای باستانی است که امروزه در مرکز شهر چرام قرار دارد که از آن در اسناد دوران قاجار، با عنوان «تل گرد چرام» و «قلعه تل گرد» نام برده شده است. در قدیم در شناسنامه افراد متولد چرام از اسم تل گرد استفاده می‌شد ولی امروزه استفاده از این اسم مرسوم نمی‌باشد.

### بازرنگ
قدیمی‌ترین نام موجود برای شهر چرام، بازرنگ می‌باشد که به دوران اشکانیان بازمی‌گردد. به گفته لغت‌نامه دهخدا این ناحیه کوهستانی و سردسیر که اکثر اوقات با برف پوشیده بوده است و راه دسترسی به آنجا سخت بود.

### مردم
تقریباً تمام جمعیت شهر چرام از قوم لر و از مردم ایلات چرام که شامل ۵ طایفه و ۱۳ تیره است تشکیل شده است. مردم این شهر به زبان لری بویراحمدی و شاخه لری جنوبی تکلم می‌کنند. دین اکثر مردم این شهر شیعه دوازده امامی است، حدوداً ۰٫۰۱ مسیحی و آشوری و ۹۹٫۹۹ درصد جمعیت این شهر مسلمان می‌باشد.
| تغییرات جمعیتی چرام                     | تغییرات جمعیتی چرام | تغییرات جمعیتی چرام | تغییرات جمعیتی چرام | تغییرات جمعیتی چرام |
| --------------------------------------- | ------------------- | ------------------- | ------------------- | ------------------- |
|                                         |                     |                     |                     |                     |
| ۱۳۴۵                                    | ۱۳۴۵                |                     | - - ۳۰۰۰            | - - ۳۰۰۰            |
| ۱۳۵۵                                    | ۱۳۵۵                |                     | - - ۵۰۰۰            | - - ۵۰۰۰            |
| ۱۳۶۵                                    | ۱۳۶۵                |                     | - - ۷۰۰۰            | - - ۷۰۰۰            |
| ۱۳۷۵                                    | ۱۳۷۵                |                     | - - ۹۰۰۰            | - - ۹۰۰۰            |
| ۱۳۸۵                                    | ۱۳۸۵                |                     | ۱۱۹۸۰               | ۱۱۹۸۰               |
| ۱۳۹۰                                    | ۱۳۹۰                |                     | ۱۲۶۳۴               | ۱۲۶۳۴               |
| ۱۳۹۵                                    | ۱۳۹۵                |                     | ۱۵۲۱۸               | ۱۵۲۱۸               |
| ** تخمین بر اساس جمعیت شهرستان کهگیلویه |                     |                     |                     |                     |

| مردان | سن    | زنان  |
| ----- | ----- | ----- |
| ۱     | ۱۰۰+  | ۲     |
| ۲     | ۹۵–۹۹ | ۴     |
| ۵     | ۹۰–۹۴ | ۹     |
| ۴۰    | ۸۵–۸۹ | ۲۹    |
| ۸۸    | ۸۰–۸۴ | ۷۴    |
| ۶۵    | ۷۵–۷۹ | ۵۴    |
| ۸۷    | ۷۰–۷۴ | ۸۱    |
| ۱۲۶   | ۶۵–۶۹ | ۱۳۷   |
| ۲۴۵   | ۶۰–۶۴ | ۲۲۹   |
| ۳۳۱   | ۵۵–۵۹ | ۲۹۳   |
| ۲۶۰   | ۵۰–۵۴ | ۳۰۹   |
| ۴۶۹   | ۴۵–۴۹ | ۴۴۲   |
| ۵۷۷   | ۴۰–۴۴ | ۵۲۸   |
| ۷۰۱   | ۳۵–۳۹ | ۷۲۸   |
| ۱٬۰۱۵ | ۳۰–۳۴ | ۱٬۰۵۰ |
| ۱٬۰۵۵ | ۲۵–۲۹ | ۱٬۱۰۰ |
| ۷۰۸   | ۲۰–۲۴ | ۷۵۴   |
| ۵۷۲   | ۱۵–۱۹ | ۵۴۷   |
| ۵۴۵   | ۱۰–۱۴ | ۵۹۸   |
| ۷۷۱   | ۰۵–۰۹ | ۷۷۱   |
| ۹۲۹   | ۰۰–۰۴ | ۸۸۳   |

## مردم‌شناسی
مردم چرام از قوم لر هستند و به زبان لری صحبت می‌کنند.زبان لری مردم کهگیلویه و بویراحمد تنها به استان خود محدود نمی‌شود بلکه به صورت رایج در غرب استان فارس و شمال بوشهر و جنوب شرق استان خوزستان تکلم می‌شود،و مردم این نواحی با مردم کهگیلویه و وبویراحمد از قومیت لر می‌باشند.

## پیشینه

### تاریخ چرام

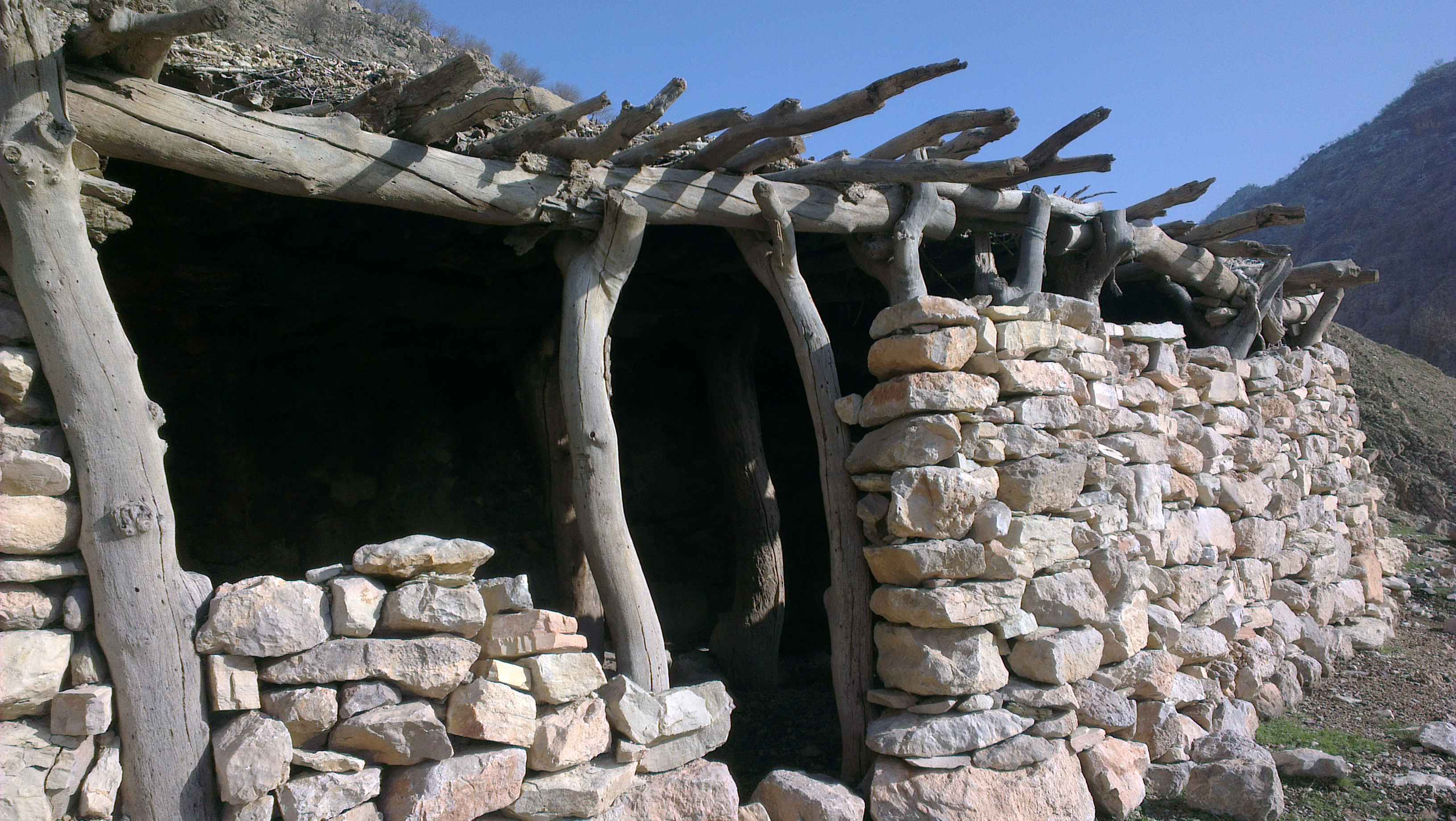
خانه‌های سنگی قدیمی مربوط به عشایر چرام

قلعه تاریخی چرام

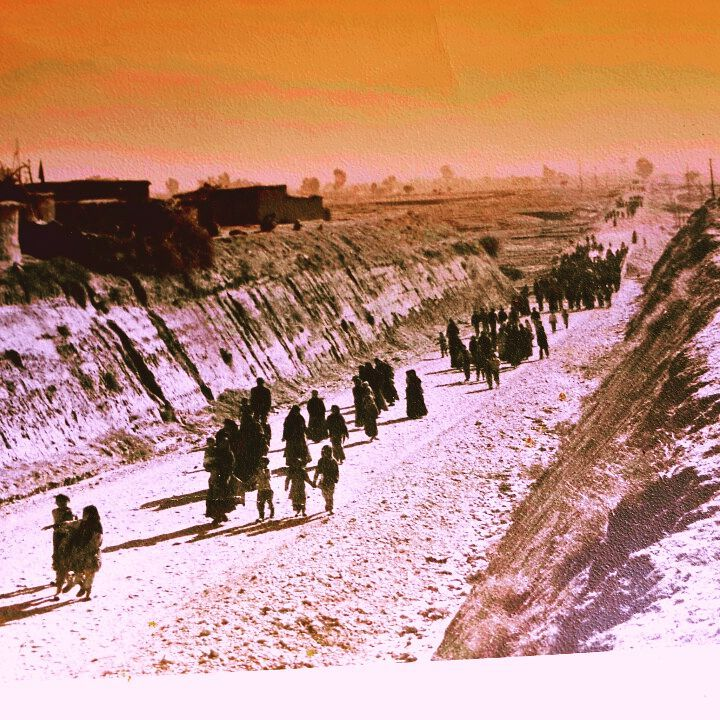
چرام، سال ۱۳۵۵

منطقه شهر چرام و شهر دهدشت و حواشی آن‌ها در دوره هزاره ۴ قبل از میلاد مسکونی و بخشی از تمدن عیلام بوده و تا اواخر حکومت ساسانیان آثاری از تمدن در این مناطق وجود دارد. در دوره بعد از اسلام منطقه چرام به جز در سلسله حکومت سامانیان و طاهریان و قراقویونلو جزیی از خاک تمامی حکومت‌های ایران بوده و مسکونی بوده. شهر چرام یکی از مناطق مسکونی مربوط به ایلات چرام بوده و ایلات چرام به صورت پراکنده در ناحیه‌های مختلف شهرستان چرام از دیرباز ساکن بوده‌اند. محدوده شهرستان چرام ۸۸ درصد کوهستانی می‌باشد و شهر چرام دشتی وسیع بین مناطق کوهستانی می‌باشد، به همین دلیل هنگام حکومت خوانین منطقه شهر چرام به علت صاف و هموار بودن به عنوان مقر فرماندهی انتخاب شد و در کوه‌های اطراف برج‌های دیده‌بانی همچون برج دیده‌بانی شیخ حسین ساخته شد، همچنین در منطقه طسوج خانه ییلاقی دیگری برای خوانین وجود داشت ولی قلعه اصلی در شهر چرام قرار داشت. به همین دلیل منطقه شهر چرام کم‌کم به عنوان منطقه‌ای برای خرید مایحتاج عشایر اطراف تبدیل شد و در اواخر دهه ۳۰ شمسی کم‌کم افرادی در اطراف قلعه خوانین شروع به خانه‌سازی کردند و شهر چرام کم‌کم شکل گرفت. در تقسیمات کشوری در دوره معاصر تا قبل از سال ۱۳۵۵که چرام بخشی از استان کهگیلویه و بویر احمد شد و دارای شهرداری شد در اولین و دومین تقسیمات کشوری به ترتیب بخشی از ایالت و استان فارس و خوزستان دسته‌بندی می‌شد. در این زمان چرام به عنوان دهستان چرام از بخش کهگیلویه از شهرستان بهبهان قلمداد می‌شد و به صورت ایلی و تحت حکومت خان‌ها اداره می‌شد. در این زمان دهستان چرام بالغ بر هزار خانوار داشت که با مجموع دهاتش به ۷ هزار نفر می‌رسید. از تاریخ معاصر منطقه و ایلات ان اطلاعات دقیقی در دسترس نیست ولی در دوره قاجاریان که استان کهگیلویه و بویر احمد به دو قسمت پشت کوه و زیر کوه تقسیم‌بندی می‌شود چرام در منطقه زیر کوه قرار داشت و از ان موقع تا الان وضعیت جغرافیایی منطقه تغییر خاصی نداشته. بالاخره در سال ۱۳۵۵ چرام دارای شهرداری شد و بخشی از شهرستان کهگیلویه محسوب می‌شد، در این زمان ساخت جاده چرام و جاده‌های کوهستانی چرام شروع شد و به علت کوهستانی بودن چرام هنوز عملیات جاده سازه در کوهستان‌های چرام ادامه دارد. با شروع انقلاب سفید عملیات سازندگی در چرام رونق بیشتری گرفت و با تأسیس سپاه دانش عملیات احداث مدرسه در چرام آغاز شد و به موازات ان با احداث سپاه بهداشت کار تأسیس درمانگاه در چرام نیز آغاز شد. پس از انقلاب با تأسیس جهاد سازندگی این رونق شتاب بیشتری به خود گرفت و زیرساخت‌های شهر چرام تکمیل شد. سال ۱۳۸۹ با تأسیس شهرستان چرام، شهر چرام به مرکزیت ان انتخاب شد.

### آثار تاریخی
در شهر چرام ۳۵۰ اثر تاریخی وجود دارد که بیش از ۲۴۰ اثر ثبت ملی شده‌اند. بناهای به جا مانده از دوره قاجار حاکی از میزبانی ۲۰۰ ساله شهر چرام به عنوان تفرجگاه در فصل بهار و تابستان است. قلعه‌های شهرک و قلعه چرام دو قلعه تاریخی چرام با ثبت ملی هستند. کتیبه تنگ پیرزال اثری تاریخی مربوط به دوره قاجار در حوالی شهر چرام قرار دارد و دستورهای ناصرالدین شاه نوشته شده است. همچنین در کاوش باستان‌شناسی که در چرام صورت گرفت مقبره یکی از حاکمان دوره اشکانی کشف شد.

## جغرافیا

### موقعیت جغرافیایی

نقشه شهر چرام

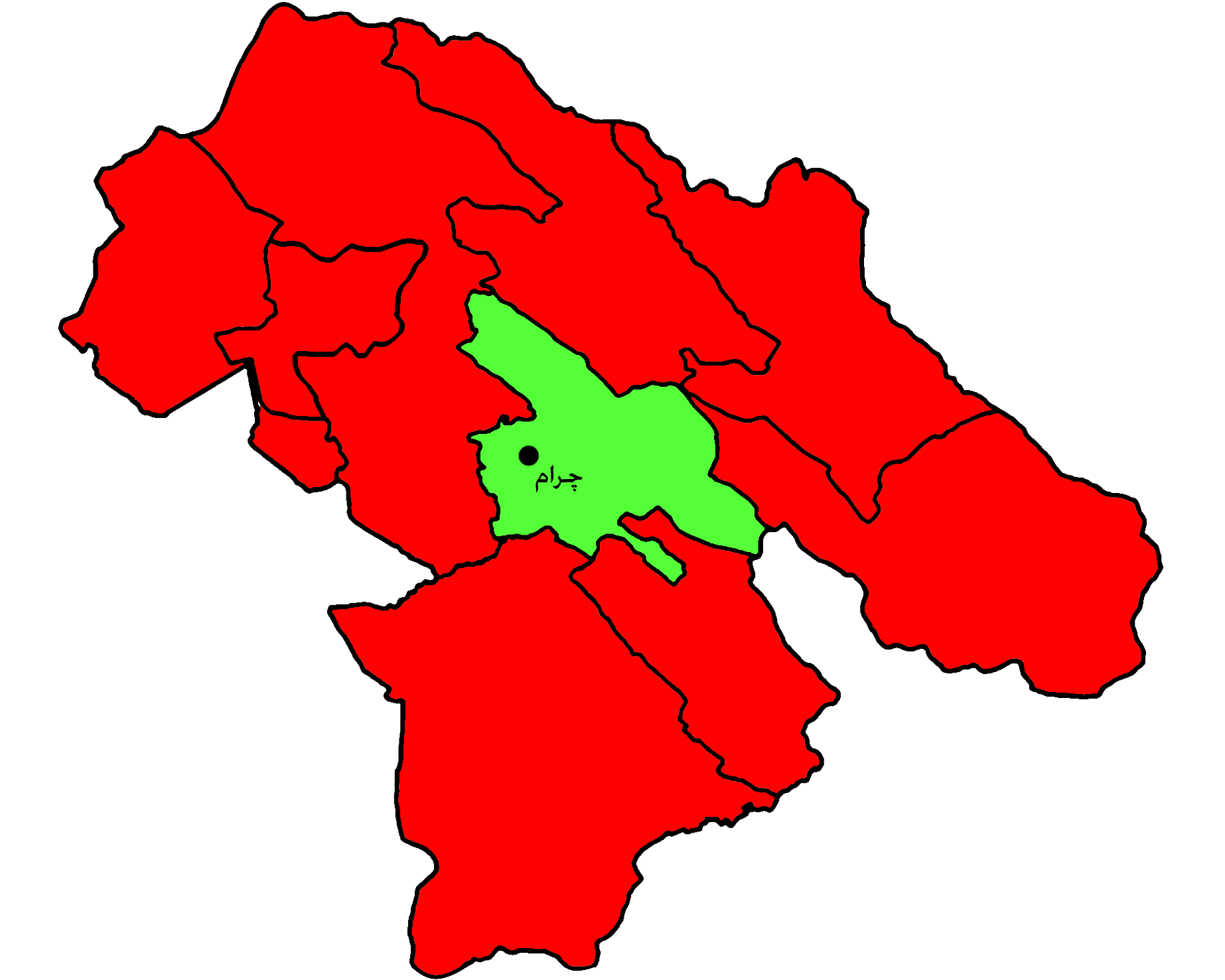
نقشه سیاسی چرام

شهر چرام در مسیر جاده دهدشت - گچساران، باشت - یاسوج و قرار دارد. این شهر در جنوب غربی کشور و در مرکز استان کهگیلویه و بویر احمد قرار دارد. در بخش شمالی چرام جاده چرام - دهدشت، چرام - سرفاریاب، چرام - شیخ حسین و در بخش جنوبی شهر جاده چرام گچساران قرار دارد. در بخش شرقی چرام جادهٔ کوهستانی وجود دارد که چرام را به روستاهای آرند و آب برم متصل می‌کند، ادامه این جاده چرام را به روستای طسوج و سایر روستاهای شهرستان چرام متصل می‌کند.
شهر چرام با ۲٬۸ کیلومتر مربع مساحت در جنوب غرب ایران و در مرکز استان کهگیلویه و بویر احمد قرار دارد. این شهر کوهستانی می‌باشد و در امتداد رشته کوه زاگرس قرار دارد. چرام دارای اب و هوای استپ محلی، و بارش سالانه کم و دمای معتدل می‌باشد.

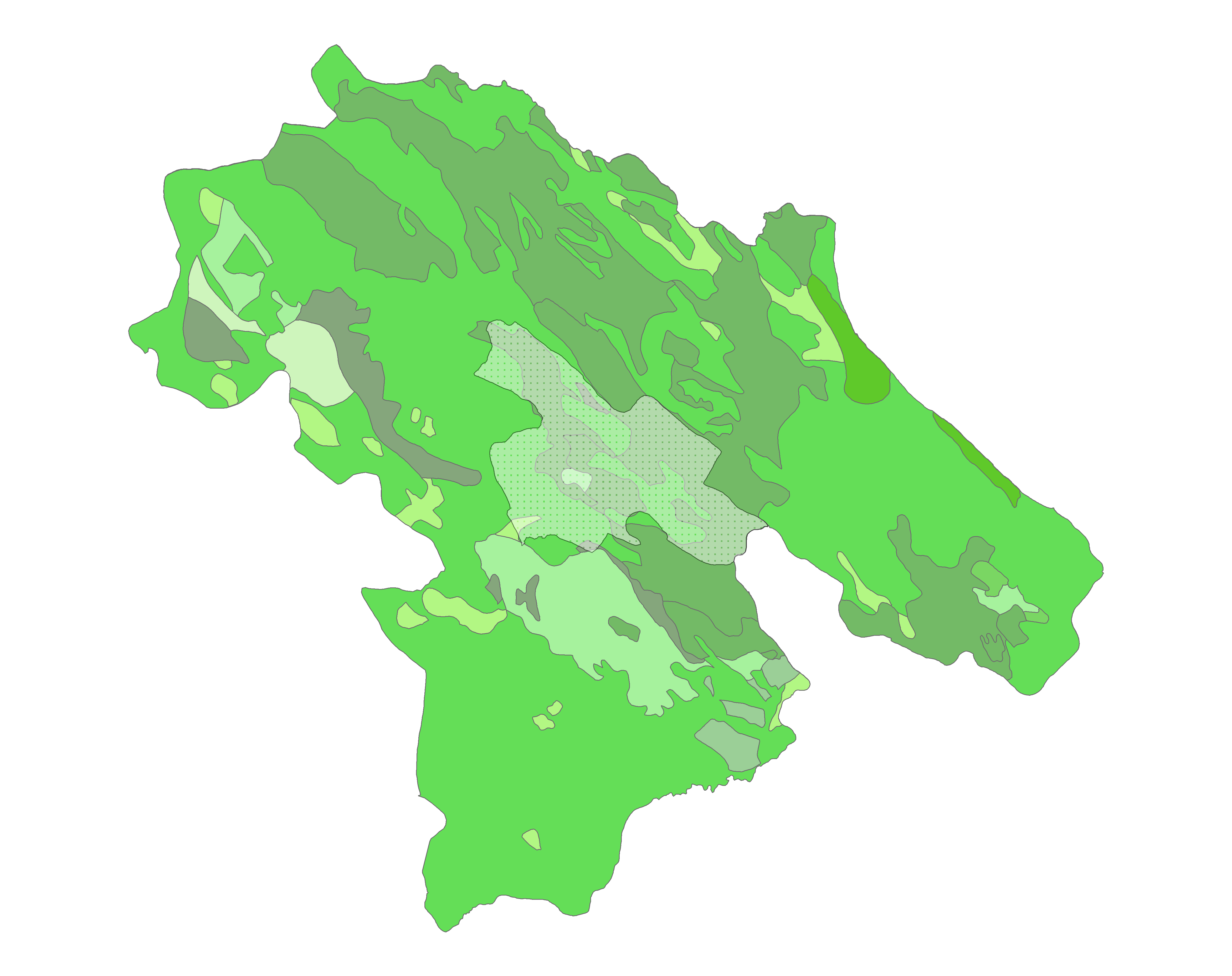

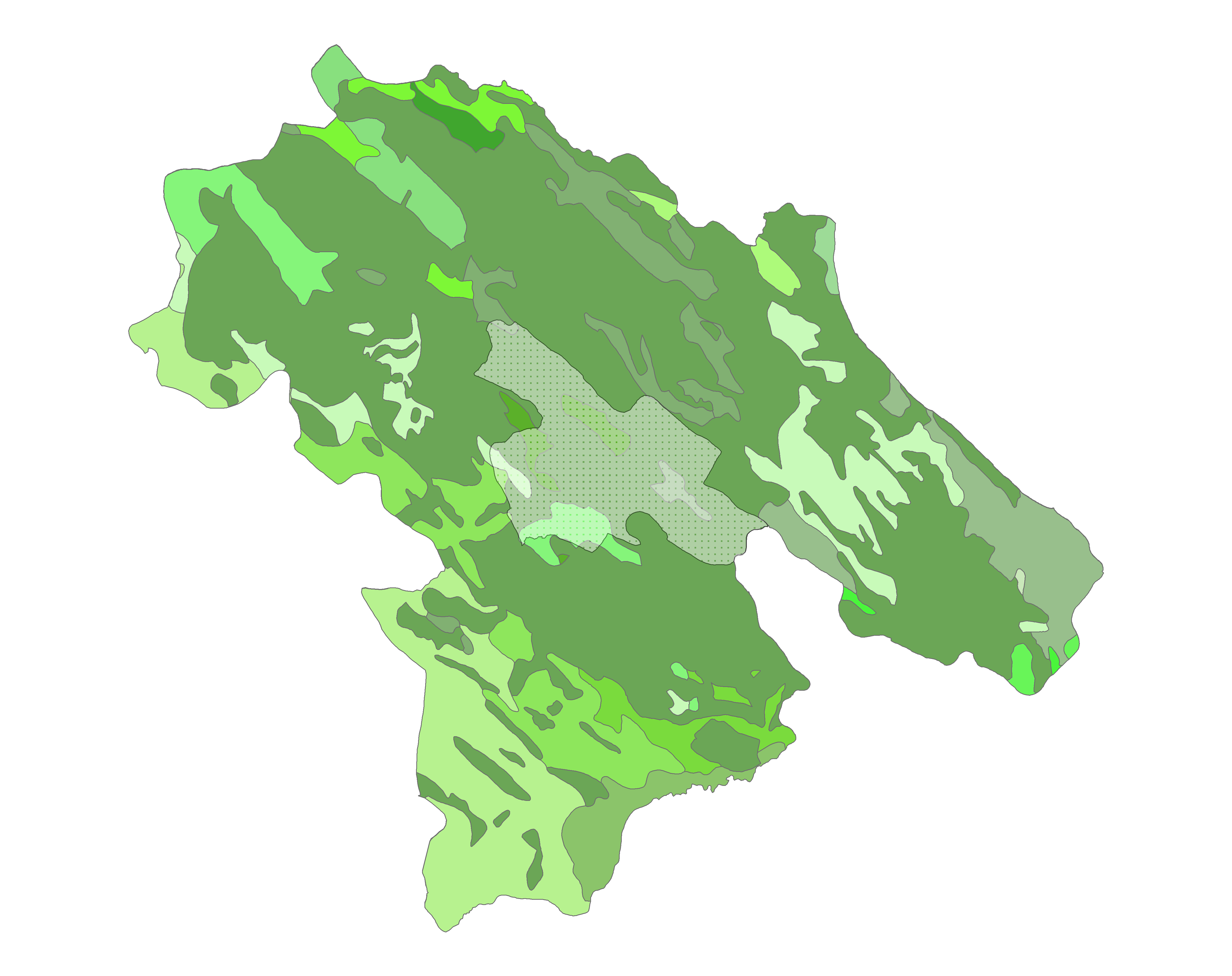

| بادام بدون پوشش کیکم- پسته الان بادام - برودار محلب- شیرخشت ارس |  | لیزیماکیای سکه‌ای برودار برودار - گلابی برادور- ارس برادور- بنه کنار |  |

| انویلیا - درمنه چمن زارهای یک ساله- گیاهان یک ساله غیر علفی گون- جارو علفی گون- گل گندم گون- کنگر گون- هزار خار گون- دافنه گون- باردلنگ |  | گون- فرفیون گون- فستوک گون- جو گون- نریشت گون- اسفند گون- جاشیر گون - دافنه گون - باردلنگ |  | کارتوس- اسپرس کنگر علوفه ای- هزارخار کروج- گون کروج- ریش پهن رمس- گیاهان علفی یک ساله بدون پوشش خارگونی- کلاه میرحسن رز ایرانی- کاهوسا |  |

### پوشش گیاهی
| کرتاسه ژوراسیک - کرتاسه میوسن |  | پالوژن پلیوسن کواترنر |  |

چرام در بخش زاگرس جنوبی قرار دارد و این جهت دارای اب و هوای گرم تر و خشک تری نسبت به بخش زاگرس شمالی هست. میران ۸۸ درصد مساحت شهرستان چرام را منابع طبیعی تشکیل می‌دهد.
پوشش طبیعی شهرستان چرام دارای ۸۰ درصد بلوط ایرانی(برودار) و ۲۰ درصد دیگر شامل درختان بنه، کیکم، بادام، زبان گنجشک و غیره که شامل ۷۲ گونه متعلق به ۳۰ خانواده است. استان کهگیلویه و بویر احمد داری ۲ هزار گونه گیاهی می‌باشد و ناحیه سردسیر چرام چون کوه چاست خار مستعد برای رویش گیاهانی چون کنگر (گیاه)، بیلهر، جاشیر، چویل، آویشن، پونه و غیره می‌باشد. مراتع استان کهگیلویه و بویر احمد و چرام دارای ۴۰۰ گونه داروی گیاهی می‌باشد.

### زمین‌شناسی

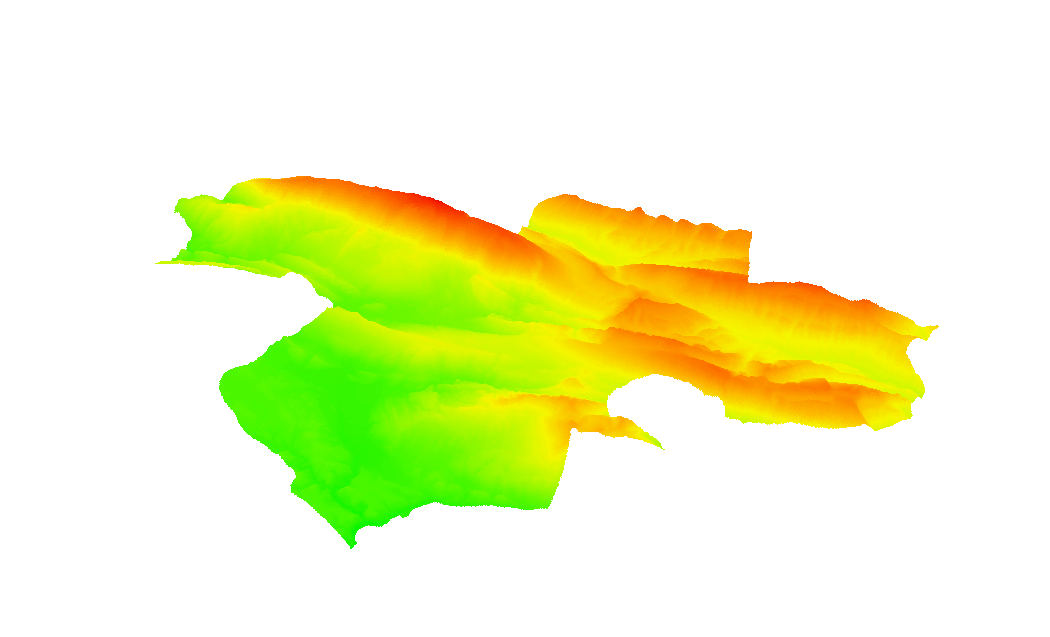
فارسی: مدل رقومی ارتفاع شهرستان چرام
586-1600
1600-2000
2000-3485

شهر چرام در امتداد رشته کوه‌های زاگرس قرار دارد و منطقه‌ای کوهستانی محسوب می‌شود. اکثر روستاهای شهرستان چرام در منطقه کوهستانی واقع شده‌اند و راه دسترسی به این روستاها جاده‌های کوهستانی می‌باشد. رشته کوه‌های زاگرس حاصل برخورد دو صفحه تکتونیکی اوراسیا و عربستان هستند، این چین خوردگی متوقف نشده و دگرگونی زمین در غرب ایران و منطقه زاگرس همچنان ادامه دارد و از این رو کوه‌های منطقه چرام جوان محسوب می‌شوند و دارای فرسودگی کمی هستند. جنس سنگ کوه‌های چرام سنگ رسوبی می‌باشد و اکثراً کوه‌های چرام دارای چین خوردگی می‌باشند و مربوط به دوره دوم و سوم زمین‌شناسی می‌باشند.
رودخانه نازمکان (خیرآباد) بزرگ‌ترین رودخانه‌ای می‌باشد که در چرام قرار دارد.

### آب و هوا
چرام دارای اب و هوای نسبتاً گرمی می‌باشد. در فصل زمستان کوه‌های اطراف شهر به خصوص کوه چاسخار پوشیده از برف می‌شوند ولی به ندرت در شهر بارش برف مشاهده می‌شود. اب و هوای چرام در تابستان گرم و خشک و در زمستان سرد و خشک می‌باشد. میزان تغییر دما بین زمستان و تابستان ۳۰ درجه سلسیوس می‌باشد.
| آب و هوای چرام             | آب و هوای چرام | آب و هوای چرام | آب و هوای چرام | آب و هوای چرام | آب و هوای چرام | آب و هوای چرام | آب و هوای چرام | آب و هوای چرام | آب و هوای چرام | آب و هوای چرام | آب و هوای چرام | آب و هوای چرام | آب و هوای چرام |
|                            | ژانویه         | فوریه          | مارس           | آوریل          | مـــــه        | ژوئـن          | ژوئیـه         | اوت            | سپتامبر        | اکتبـر         | نوامبر         | دسامبر         | سـال           |
| -------------------------- | -------------- | -------------- | -------------- | -------------- | -------------- | -------------- | -------------- | -------------- | -------------- | -------------- | -------------- | -------------- | -------------- |
| گرم‌ترین C°                 | ۱۳             | ۱۴             | ۱۷             | ۲۴             | ۲۷             | ۳۱             | ۳۹             | ۳۵             | ۳۴             | ۲۷             | ۲۴             | ۱۶             | ۴۳             |
| میانگین گرم‌ترین‌ها C°       | ۱۰             | ۱۱             | ۱۵             | ۲۱             | ۲۴             | ۲۹             | ۳۴             | ۲۹             | ۲۸             | ۲۳             | ۱۷             | ۱۲             | ۳۴             |
| میانگین سردترین‌ها C°       | ۶              | ۱              | ۳              | ۳              | ۶              | ۱۰             | ۱۵             | ۸              | ۸              | ۸              | ۴              | ۵              | ۱۵             |
| سردترین C°                 | -۱             | -۳             | -۱             | -۱             | ۲              | ۵              | ۸              | ۳              | ۳              | ۲              | -۱             | -۱             | -۳             |
| بارش mm                    | ۵۵             | ۴۵             | ۵۰             | ۲۰             | ۴              | ۰              | ۰              | ۱              | ۰              | ۱              | ۳۵             | ۸۸             | ۲۹۹            |
| منبع: world weather online |                |                |                |                |                |                |                |                |                |                |                |                |                |

## اقتصاد

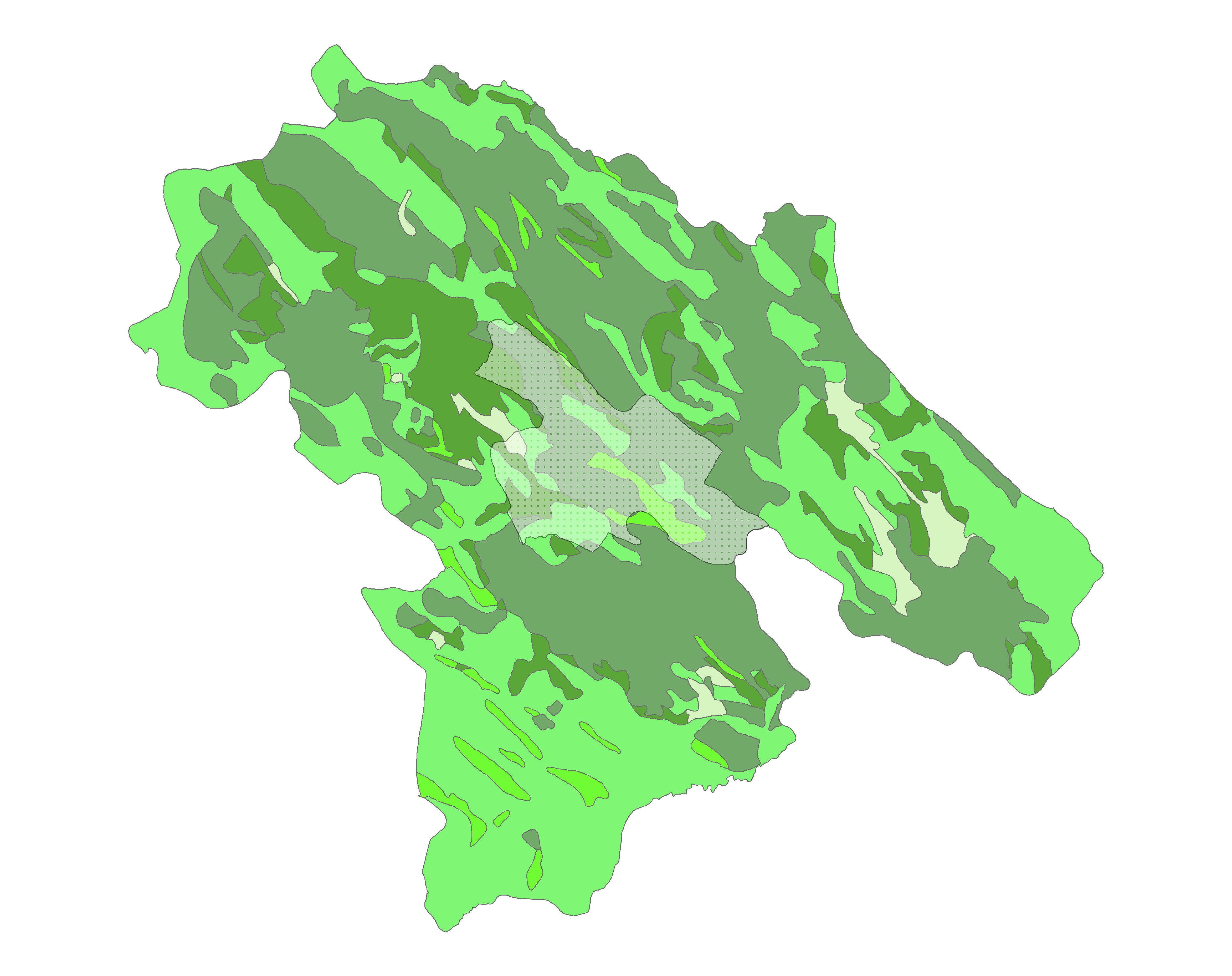
کاربری زمین‌های شهرستان چرام
دیم کاری
جنگل
کشاورزی ابیاری
مرتع
سنگ و کوه

اقتصاد چرام بر پایه تولید و بیشتر اقتصاد چرام وابسته به کشاورزی نظیر کشت برنج، گندم، سیفی جات، حبوبات و مرکبات می‌باشد، همچنین در مناطق سردسیر چرام کاشت گردو و سایر مرکبات مرسوم می‌باشد. تولید و فروش گیاهان دارویی نیز رواج در چرام رواج دارد. به‌طور کلی روستاییان با دامداری و کشاورزی و همچنین پرورش شیلات معیشت می‌کنند.
شهر چرام دارای شهرک صنعتی می‌باشد که فعالیت‌هایی شامل تولید مواد بهداشتی، اب معدنی و غیره دارد. شهر چرام دارای معدن فسفات می‌باشد که هنوز به بهره‌برداری نرسیده است.

## آموزش
نخستین بار در سال ۱۳۰۸ به همت حسین قلی چرامی مکتب خانه‌ای در چرام تایسس شد. در سال ۱۳۱۲ به درخواست حسین قلی چرامی توسط اداره معارف بهبهان دبستان رودکی چرام تأسیس شد، در سال تحصیلی ۱۳۳۳–۱۳۳۴ پایه‌های پنجم و ششم ابتدایی کشاورزی در مدرسه تأسیس شد و تعداد اموزگاران چرام افزایش یافت. این شهر دارای دانشگاه و موسسات عالی نظیر دانشگاه صنعت و معدن چرام که در سال ۱۳۹۱ تأسیس شد، دانشگاه پیام نور و همچنین مرکز فنی و حرفه‌ای می‌باشد. شهر چرام دارای یک کتابخانه عمومی با نام رجایی می‌باشد.

## ورزش
شهر چرام دارای دو استادیوم ورزشی، استخر سر پوشیده و همچنین ۴ سالن و ۱ مجموعه ورزشی سرپوشیده می‌باشد.

## جاذبه‌های گردشگری

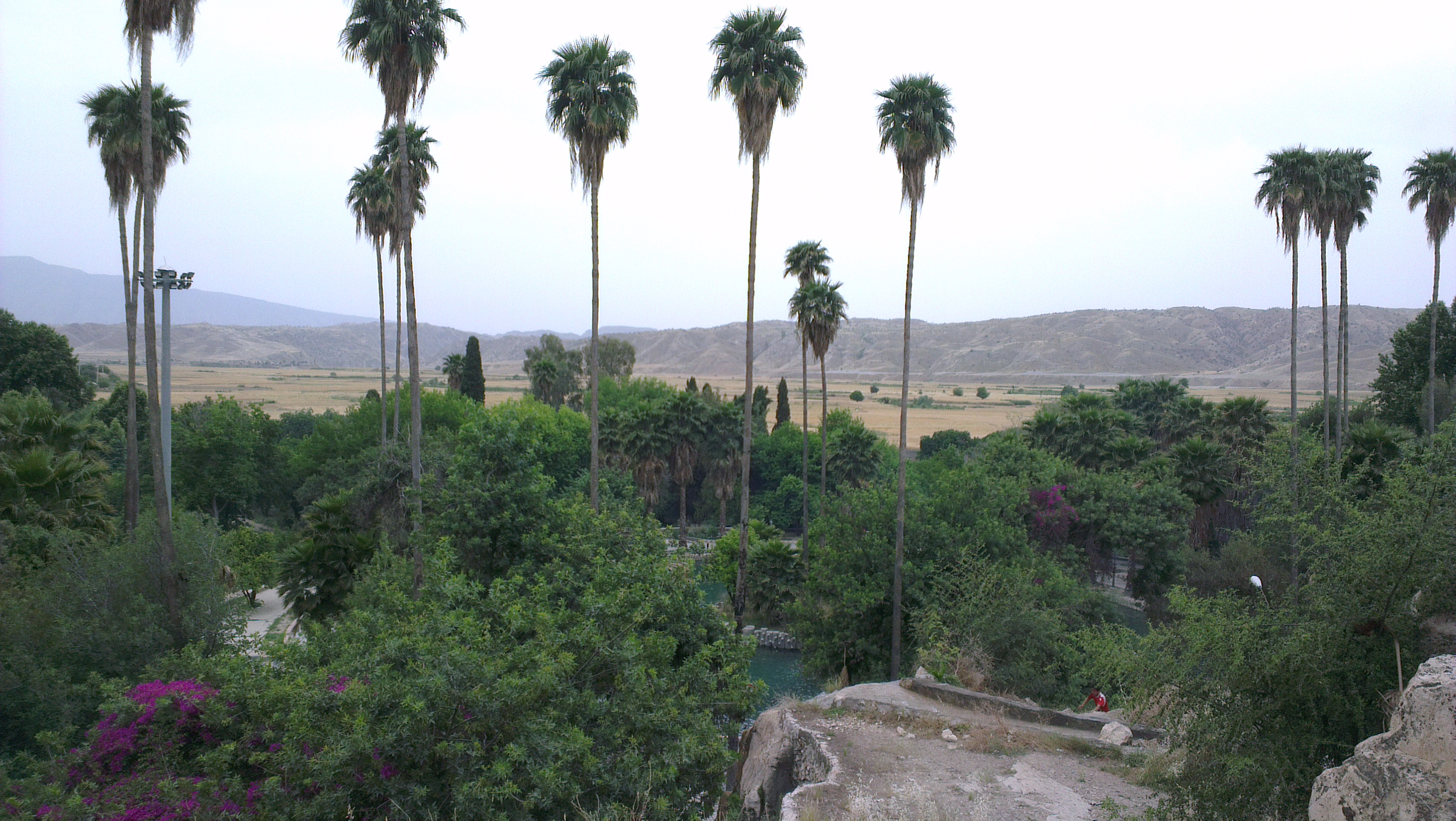
چشمه بلقیس چرام

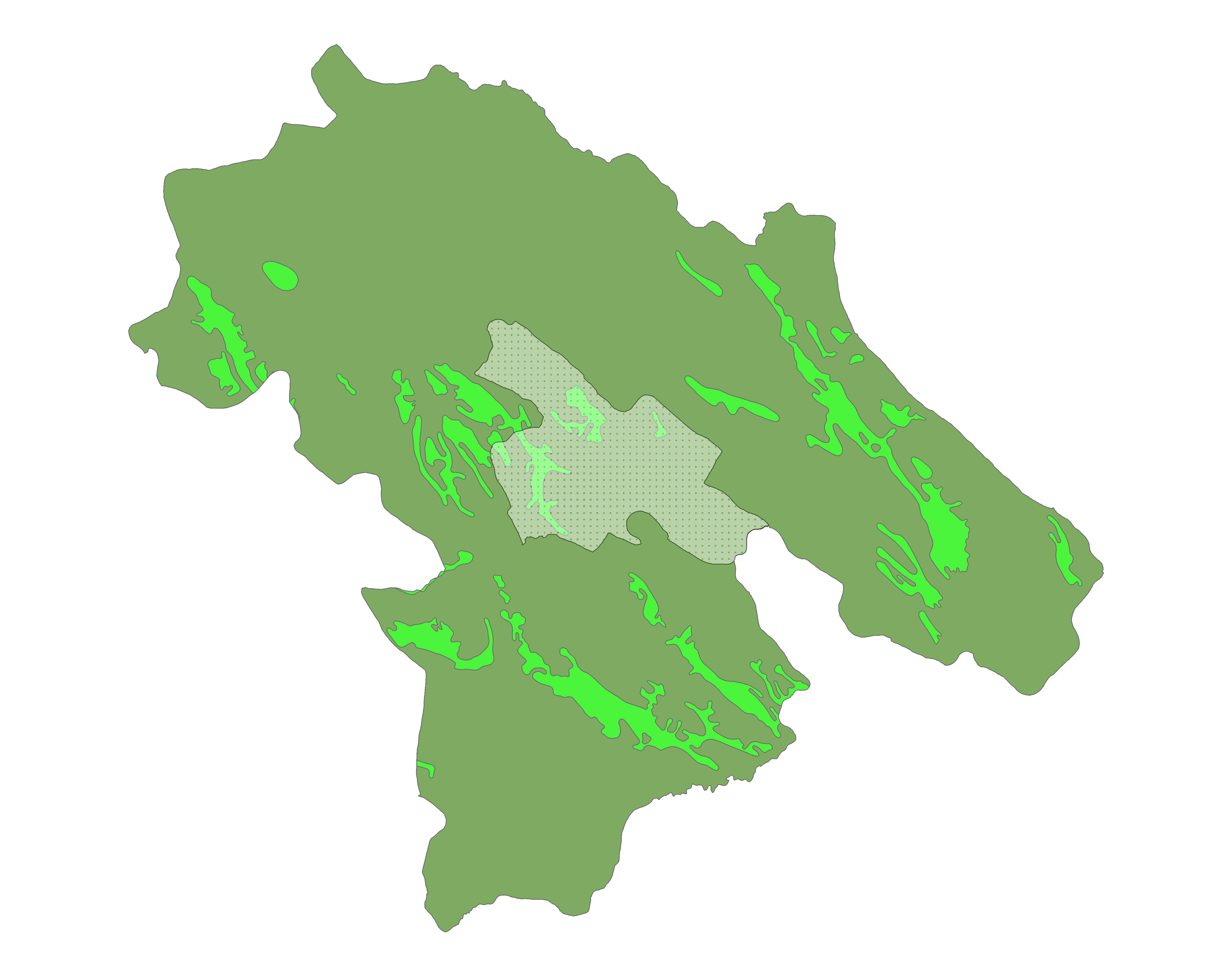
کوه
دشت

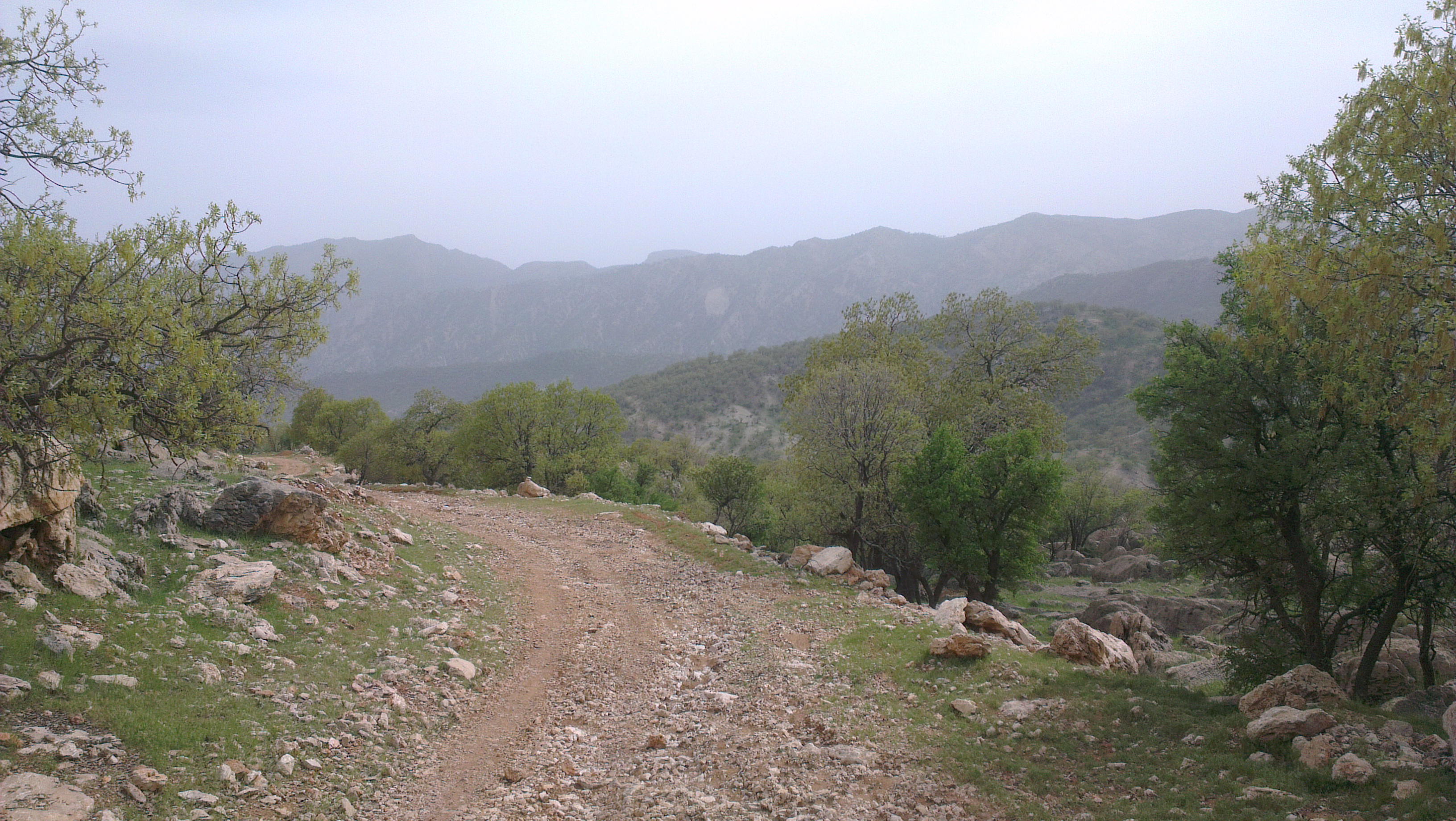
کوه چاست خوار

حدود ۸۰ درصد استان کهگیلویه و بویراحمد را ارتفاعات و ۵۶ درصد این استان را جنگل تشکیل می‌دهد، تنها ۲۰ درصد باقی‌مانده را دشت‌ها تشکیل می‌دهند. ۸۸ درصد مساحت شهرستان چرام را پوشش گیاهی و کوهستان‌ها تشکیل می‌دهند، از این رو شهر چرام به علت کوهستانی بودن و داشتن جنگل‌های بلوط و دشت‌های زیبا مقصد مناسبی برای کوهنوردی، صخره‌نوردی و طبیعت گردی می‌باشد. چرام به نوبه خود زیست‌بوم گونه‌های جانوری نظیر بز کوهی، کبک، عقاب، پلنگ ایرانی، خرس ایرانی، گوزن ایرانی و غیره می‌باشد که با گسترش جمعیت انسانی به ندرت در طبیعت یافت می‌شوند و اکثراً در منطقه محافظت شده دنا نگهداری می‌شوند ولی به ندرت در طبیعت چرام نیز مشاهده می‌شوند. از مهم‌ترین جاذبه‌های گردشگری طبیعی چرام می‌توان به چشمه بلقیس چرام اشاره کرد که سالانه پذیرای هزاران نفر می‌باشد. همچنین شهر چرام دارای قلعه‌های قدیمی مربوط به دوره قاجار و حمام قدیمی القچین نیز می‌باشد. شهر چرام شهری نسبتاً مذهبی با مقبره‌ها و ابنه مذهبی نظیر امام‌زاده علی سادات و امام‌زاده بی بی رشیده خاتون نیز می‌باشد.

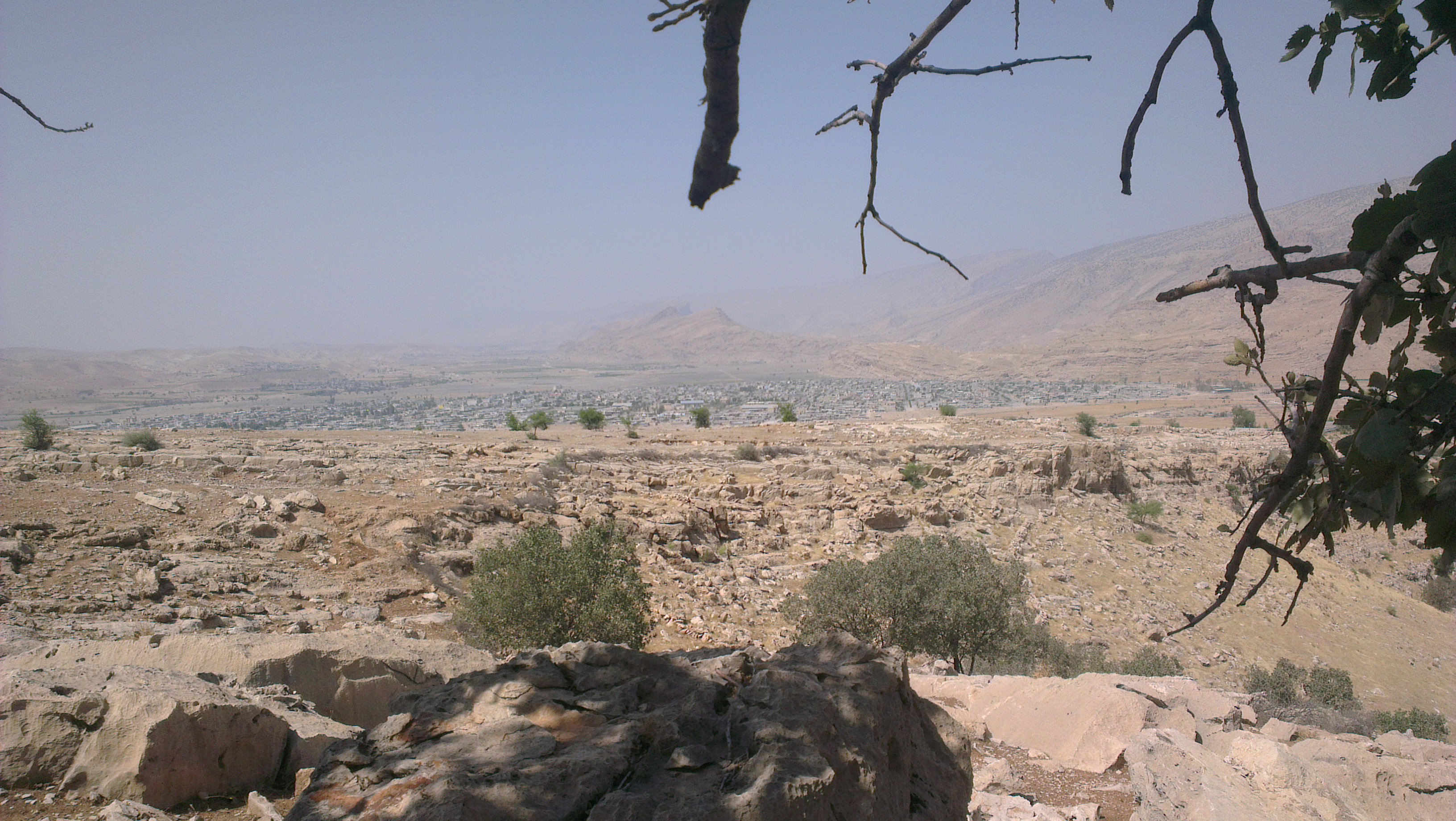
نمایی از شهر چرام از کوه اطراف

| جاذبه‌های طبیعی                  | جاذبه‌های انسانی        | جاذبه‌های مذهبی        |
| ------------------------------- | ---------------------- | --------------------- |
| باغ چشمه بلقیس چرام و باغ عمران | کمپینگ چشمه بلقیس چرام | بی بی رشیده خاتون     |
| چشمه کورسا                      | قلعه چرام              | امام‌زاده امیر عبدالله |
| چشمه سیاه                       | قلعه تمبی              | امام‌زاده امیر یوسف    |
| چشمه شرابگرو                    | قلعه کره شهبازی        | امام‌زاده امیر ولی     |
| چسمه برکنا                      | بافت روستای شیخ حسین   | امام‌زاده گلبهار       |
| آبشار طسوج                      | اسیاب‌های تل بابونه     | امامزاده سیدمحمد      |
| کوه چاست خوار                   | گیته تنگ پیرزال        | امام‌زاده شاه حمزه     |
| رودرونه                         | آثار روستای موگرم      | امام‌زاده علی سادات    |